# Marault
Marault es una comuna asociada de Bologne y antigua comuna francesa, situada en el departamento de Alto Marne en Gran Este.

## Historia
El 1 de febrero de 1973, Marault se une a la comuna de Bologne como comuna asociada.